# Callopistria chera
Callopistria chera là một loài bướm đêm trong họ Noctuidae.